# Igor Karačić
Pour les articles homonymes, voir Karačić (homonymie).
Igor Karačić, né le 2 novembre 1988 à Mostar en Yougoslavie, aujourd'hui en Bosnie-Herzégovine, est un joueur de handball croato-bosnien évoluant au poste de demi-centre dans le club macédonien du Vardar Skopje et l'équipe nationale de Croatie. 
Son frère aîné, Ivan (en), est également handballeur mais international bosnien et son frère cadet, Goran, est footballeur international bosnien espoir.

## Biographie
La rivalité entre Igor et son frère, Ivan Karačić, a commencé quand ils jouaient pour les deux équipes ennemies du championnat bosnien, le RK Bosna Sarajevo et le RK Borac Banja Luka. Puis, alors qu'Ivan jouait pour les équipes de jeunes de la Bosnie, Igor a été approché en 2005 par Irfan Smajlagić pour rejoindre la Croatie et remporte ainsi la médaille d'or au championnat d'Europe jeunes en 2006 puis la médaille d'argent au championnat du monde jeunes en 2007 (en).
Les chemins de deux frères se croisent à l'occasion du Championnat du monde 2015 puisque la Croatie d'Igor se retrouve dans le même groupe que la Bosnie d'Ivan. La confrontation tourne à l'avantage de la Croatie, vainqueur 28 à 21, et d'Igor qui termine meilleur buteur croate avec 6 réalisations tandis que la Bosnie d'Ivan, qui n'a pas marqué, est éliminée.

## Palmarès

### En clubs
Compétitions internationales
- Vainqueur de la Ligue des champions (2) : 2017, 2019
  - Finaliste : 2023
- Vainqueur de la Ligue SEHA (5) : 2012, 2014, 2017, 2018, 2019

Compétitions nationales
- Vainqueur du Championnat de Bosnie-Herzégovine (1) : 2011
- Vainqueur du Championnat de Macédoine du Nord (6) : 2013, 2015, 2016, 2017, 2018, 2019
- Vainqueur de la Coupe de Macédoine du Nord (6) : 2012, 2014, 2015, 2016, 2017, 2018

### En équipe nationale
Jeux olympiques
- 5e place aux Jeux olympiques de 2016 à Rio de Janeiro

Championnats d'Europe
- Médaille de bronze au Championnat d'Europe 2016 en Pologne
- 5e place au Championnat d'Europe 2018 en Croatie
- Médaille d'argent au Championnat d'Europe 2020 en Suède/Autriche/Norvège

Championnats du monde
- 6e place au Championnat du monde 2015 au Qatar
- 6e place au Championnat du monde 2019 au Danemark et en Allemagne

sélections de jeunes
- Médaille d'argent au championnat du monde jeunes en 2007 (en)
- Médaille d'or au championnat d'Europe jeunes en 2006

### Distinctions individuelles
- Élu handballeur croate de l'année en 2019
- élu meilleur demi-centre du championnat d'Europe 2020